# قزلجه‌میدان
قزلجه‌میدان یکی از روستاهایی با بهترین آب و هوای منطقه  استان آذربایجان شرقی است که در دهستان شبلی بخش مرکزی شهرستان بستان‌آباد واقع شده‌است.این روستا ۱۴۵۶ نفر جمعیت دارد.